# Dasythorax incaica
Dasythorax incaica là một loài bướm đêm trong họ Noctuidae.